# قلات (باكستان)
قلات (لغة براهوية/لغة أردية: قلات)، هي مدينة تاريخية تقع في منطقة قلات، بلوشستان،باكستان. وهي عاصمة مقاطعة قلات.

## المناخ
يظهر الجدول التالي التغييرات المناخية على مدار السنة لقلات:
| البيانات المناخية لـقلات          | البيانات المناخية لـقلات | البيانات المناخية لـقلات | البيانات المناخية لـقلات | البيانات المناخية لـقلات | البيانات المناخية لـقلات | البيانات المناخية لـقلات | البيانات المناخية لـقلات | البيانات المناخية لـقلات | البيانات المناخية لـقلات | البيانات المناخية لـقلات | البيانات المناخية لـقلات | البيانات المناخية لـقلات | البيانات المناخية لـقلات |
| الشهر                             | يناير                    | فبراير                   | مارس                     | أبريل                    | مايو                     | يونيو                    | يوليو                    | أغسطس                    | سبتمبر                   | أكتوبر                   | نوفمبر                   | ديسمبر                   | المعدل السنوي            |
| --------------------------------- | ------------------------ | ------------------------ | ------------------------ | ------------------------ | ------------------------ | ------------------------ | ------------------------ | ------------------------ | ------------------------ | ------------------------ | ------------------------ | ------------------------ | ------------------------ |
| متوسط درجة الحرارة الكبرى °م (°ف) | 10.3 (50.5)              | 12.1 (53.8)              | 17.1 (62.8)              | 22.1 (71.8)              | 27.4 (81.3)              | 31.9 (89.4)              | 32.6 (90.7)              | 31.7 (89.1)              | 28.6 (83.5)              | 23.3 (73.9)              | 17.5 (63.5)              | 13.1 (55.6)              | 22.3 (72.2)              |
| المتوسط اليومي °م (°ف)            | 3.4 (38.1)               | 5.3 (41.5)               | 9.8 (49.6)               | 14.3 (57.7)              | 18.9 (66.0)              | 22.7 (72.9)              | 24.8 (76.6)              | 23.4 (74.1)              | 19.4 (66.9)              | 13.8 (56.8)              | 8.6 (47.5)               | 4.9 (40.8)               | 14.1 (57.4)              |
| متوسط درجة الحرارة الصغرى °م (°ف) | −3.5 (25.7)              | −1.5 (29.3)              | 2.6 (36.7)               | 6.6 (43.9)               | 10.5 (50.9)              | 13.5 (56.3)              | 17.0 (62.6)              | 15.2 (59.4)              | 10.3 (50.5)              | 4.3 (39.7)               | −0.2 (31.6)              | −3.3 (26.1)              | 6.0 (42.7)               |
| المصدر: Climate-Data.org          |                          |                          |                          |                          |                          |                          |                          |                          |                          |                          |                          |                          |                          |

## وصلات خارجية
- The Land and People of Baluchistan